# Gillian Gilks

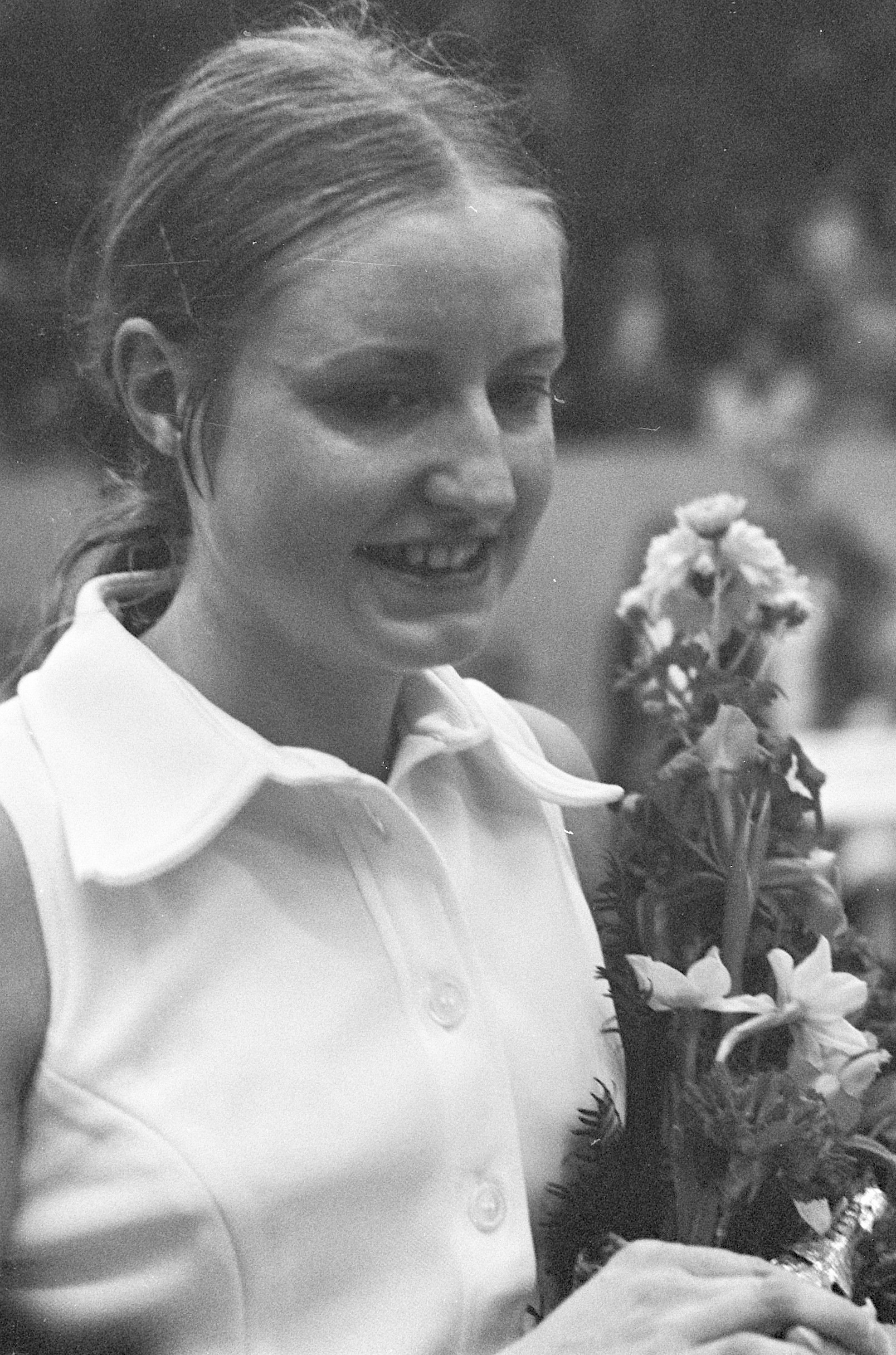
Gillian Gilks 1973

Gillian Gilks (geb. Perrin; * 20. Juni 1950 in Epsom) ist eine ehemalige englische Badmintonspielerin. Sie ist mit zwölf Titeln die erfolgreichste Starterin aller Zeiten bei Badminton-Europameisterschaften.
Nach sechs Juniorenmeistertiteln in England als Gillian Perrin gewann sie bei den Scottish Open 1967 ihren ersten internationalen Titel. 1977, mittlerweile verheiratet als Gillian Gilks, gewann sie bei den Badminton-Weltmeisterschaften zweimal Silber, 1983 und 1987 noch jeweils einmal Bronze. Ihren letzten Erfolg feierte sie bei den Walisischen Internationalen Meisterschaften 1988 mit dem Gewinn des Mixeds.
Nach dem Ende ihrer sportlichen Karriere heiratete sie ein zweites Mal und heißt mittlerweile Gillian Goodwin. Sie wurde mit dem MBE geehrt.

## Erfolge
| Saison    | Veranstaltung                               | Disziplin   | Platz | Name |
| --------- | ------------------------------------------- | ----------- | ----- | --- |
| 1965      | England: Einzelmeisterschaft der Junioren   | Dameneinzel | 1     | Gillian Perrin |
| 1966      | England: Einzelmeisterschaft der Junioren   | Dameneinzel | 1     | Gillian Perrin |
| 1966      | England: Einzelmeisterschaft der Junioren   | Mixed       | 1     | A. I. Morton / Gillian Perrin |
| 1967      | England: Einzelmeisterschaft der Junioren   | Damendoppel | 1     | Gillian Perrin / J. S. Colman |
| 1967      | England: Einzelmeisterschaft der Junioren   | Dameneinzel | 1     | Gillian Perrin |
| 1967      | England: Einzelmeisterschaft der Junioren   | Mixed       | 1     | I. P. Clark / Gillian Perrin |
| 1967      | Schottland: Internationale Meisterschaften  | Damendoppel | 1     | Jennifer Horton / Gillian Perrin |
| 1968      | England: Einzelmeisterschaft der Junioren   | Mixed       | 1     | I. P. Clark / Gillian Perrin |
| 1968      | England: Einzelmeisterschaften              | Mixed       | 1     | Roger Mills / Gillian Perrin |
| 1968      | England: Einzelmeisterschaft der Junioren   | Dameneinzel | 1     | Gillian Perrin |
| 1968      | Europameisterschaft                         | Damendoppel | 2     | Angela Bairstow / Gillian Perrin |
| 1968      | Europameisterschaft                         | Mixed       | 2     | Roger Mills / Gillan Perrin |
| 1968      | All England                                 | Damendoppel | 3     | Angela Bairstow / Gillian Perrin |
| 1969      | Schweden: Internationale Meisterschaften    | Dameneinzel | 1     | Gillian Perrin |
| 1969      | Schweden: Internationale Meisterschaften    | Mixed       | 1     | Roger Mills / Gillian Perrin |
| 1969      | England: Einzelmeisterschaften              | Dameneinzel | 1     | Gillian Perrin |
| 1969      | England: Einzelmeisterschaften              | Mixed       | 1     | Roger Mills / Gillian Perrin |
| 1969      | Niederlande: Internationale Meisterschaften | Dameneinzel | 1     | Gillian Perrin |
| 1969      | All England                                 | Mixed       | 1     | Roger Mills / Gillian Perrin |
| 1969      | Irland: Internationale Meisterschaften      | Dameneinzel | 1     | Gillian Perrin |
| 1969      | Niederlande: Internationale Meisterschaften | Mixed       | 1     | Derek Talbot / Gillian Perrin |
| 1970      | England: Einzelmeisterschaften              | Dameneinzel | 1     | Gillian Perrin |
| 1970      | Scottish Open                               | Mixed       | 1     | Roger Mills / Gillian Perrin |
| 1970      | Niederlande: Internationale Meisterschaften | Mixed       | 1     | Derek Talbot / Gillian Perrin |
| 1970      | Schweden: Internationale Meisterschaften    | Damendoppel | 1     | Margaret Boxall / Gillian Perrin |
| 1970      | Europameisterschaft                         | Mixed       | 2     | Derek Talbot / Gillian Perrin |
| 1970      | All England                                 | Damendoppel | 2     | Gillian Perrin / W. R. Richard |
| 1970      | Europameisterschaft                         | Damendoppel | 3     | Gillian Perrin / Margaret Beck |
| 1970      | All England                                 | Mixed       | 3     | Roger Mills / Gillan Perrin |
| 1970/1971 | Deutschland: Internationale Meisterschaften | Mixed       | 1     | Derek Talbot / Gillian Gilks |
| 1971      | Niederlande: Internationale Meisterschaften | Mixed       | 1     | Derek Talbot / Gillian Gilks |
| 1971      | Schweden: Internationale Meisterschaften    | Mixed       | 1     | Derek Talbot / Gillian Gilks |
| 1971      | Niederlande: Internationale Meisterschaften | Damendoppel | 1     | Judy Hashman / Gillian Gilks |
| 1971      | Schottland: Internationale Meisterschaften  | Dameneinzel | 1     | Gillian Gilks |
| 1971      | Irland: Internationale Meisterschaften      | Mixed       | 1     | Derek Talbot / Gillian Gilks |
| 1971      | England: Einzelmeisterschaften              | Mixed       | 1     | Roger Mills / Gillian Gilks |
| 1971      | Schottland: Internationale Meisterschaften  | Damendoppel | 1     | Gillian Gilks / Margaret Beck |
| 1971      | Schottland: Internationale Meisterschaften  | Mixed       | 1     | Roger Mills / Gillian Gilks |
| 1971      | England: Einzelmeisterschaften              | Dameneinzel | 1     | Gillian Gilks |
| 1971      | Schweden: Internationale Meisterschaften    | Damendoppel | 1     | Margaret Beck / Gillian Gilks |
| 1971      | All England                                 | Mixed       | 2     | Derek Talbot / Gillian Gilks |
| 1971      | All England                                 | Damendoppel | 2     | Gillian Gilks / Judy Devlin Hashman |
| 1972      | Schottland: Internationale Meisterschaften  | Mixed       | 1     | Derek Talbot / Gillian Gilks |
| 1972      | Schottland: Internationale Meisterschaften  | Damendoppel | 1     | Gillian Gilks / Bridget Cooper |
| 1972      | England: Einzelmeisterschaften              | Mixed       | 1     | Derek Talbot / Gillian Gilks |
| 1972      | Europameisterschaft                         | Damendoppel | 1     | Gillian Gilks / Judy Hashman |
| 1972      | Niederlande: Internationale Meisterschaften | Damendoppel | 1     | Judy Hashman / Gillian Gilks |
| 1972      | England: Einzelmeisterschaften              | Damendoppel | 1     | Judy Hashman / Gillian Gilks |
| 1972      | Europameisterschaft                         | Mannschaft  | 1     | England (Ray Stevens, Elliot Stuart, Derek Talbot, Margaret Beck, Gillian Gilks, Judy Hashman)                                                        |
| 1972      | Schweden: Internationale Meisterschaften    | Mixed       | 1     | David Eddy / Gillian Gilks |
| 1972      | Schweden: Internationale Meisterschaften    | Damendoppel | 1     | Margaret Beck / Gillian Gilks |
| 1972      | Europameisterschaft                         | Mixed       | 1     | Derek Talbot / Gillian Gilks |
| 1972      | All England                                 | Mixed       | 2     | Derek Talbot / Gillian Gilks |
| 1972      | Europameisterschaft                         | Dameneinzel | 2     | Gillian Gilks |
| 1972      | All England                                 | Damendoppel | 3     | Gilian Gilks / Judy Hashman |
| 1973      | Schweden: Internationale Meisterschaften    | Damendoppel | 1     | Margaret Beck / Gillian Gilks |
| 1973      | England: Einzelmeisterschaften              | Damendoppel | 1     | Judy Hashman / Gillian Gilks |
| 1973      | All England                                 | Mixed       | 1     | Derek Talbot / Gillian Gilks |
| 1973      | Niederlande: Internationale Meisterschaften | Mixed       | 1     | Derek Talbot / Gillian Gilks |
| 1973      | England: Einzelmeisterschaften              | Mixed       | 1     | David Hunt / Gillian Gilks |
| 1973      | Niederlande: Internationale Meisterschaften | Damendoppel | 1     | Gillian Gilks / Bridget Cooper |
| 1973      | Schweden: Internationale Meisterschaften    | Mixed       | 1     | Derek Talbot / Gillian Gilks |
| 1973      | Niederlande: Internationale Meisterschaften | Dameneinzel | 1     | Gillian Gilks |
| 1973      | All England                                 | Dameneinzel | 2     | Gillian Gilks Goodwin |
| 1973      | All England                                 | Damendoppel | 2     | Margaret Beck / Gillian Gilks |
| 1973/1974 | Deutschland: Internationale Meisterschaften | Damendoppel | 1     | Margaret Beck / Gillian Gilks |
| 1974      | Europameisterschaft                         | Damendoppel | 1     | Margaret Beck / Gillian Gilks |
| 1974      | Europameisterschaft                         | Dameneinzel | 1     | Gillian Gilks |
| 1974      | England: Einzelmeisterschaften              | Mixed       | 1     | Derek Talbot / Gillian Gilks |
| 1974      | Europameisterschaft                         | Mannschaft  | 1     | England (Gillian Gilks, Susan Whetnall, Derek Talboat, Margaret Beck, Ray Stevens, Elliott Stuart)                                                    |
| 1974      | England: Einzelmeisterschaften              | Damendoppel | 1     | Nora Gardner / Gillian Gilks |
| 1974      | All England                                 | Damendoppel | 1     | Margaret Beck / Gillian Gilks |
| 1974      | Europameisterschaft                         | Mixed       | 1     | Derek Talbot / Gillian Gilks |
| 1974      | All England                                 | Mixed       | 2     | Derek Talbot / Gillian Gilks |
| 1974      | All England                                 | Dameneinzel | 2     | Gillian Gilks |
| 1975      | Niederlande: Internationale Meisterschaften | Dameneinzel | 1     | Gillian Gilks |
| 1975      | England: Einzelmeisterschaften              | Mixed       | 1     | Derek Talbot / Gillian Gilks |
| 1975      | Schweden: Internationale Meisterschaften    | Damendoppel | 2     | Gardner/Gilks |
| 1975      | All England                                 | Dameneinzel | 2     | Gillian Gilks |
| 1975      | Schweden: Internationale Meisterschaften    | Dameneinzel | 3     | Gilks |
| 1975/1976 | Deutschland: Internationale Meisterschaften | Damendoppel | 1     | Gillian Gilks / Susan Whetnall |
| 1975/1976 | Deutschland: Internationale Meisterschaften | Dameneinzel | 1     | Gillian Gilks |
| 1976      | England: Einzelmeisterschaften              | Dameneinzel | 1     | Gillian Gilks |
| 1976      | Scottish Open                               | Damendoppel | 1     | Gillian Gilks / Susan Whetnall |
| 1976      | England: Einzelmeisterschaften              | Damendoppel | 1     | Susan Whetnall / Gillian Gilks |
| 1976      | Schweden: Internationale Meisterschaften    | Damendoppel | 1     | Margret Beck / Gillian Gilks |
| 1976      | Scottish Open                               | Dameneinzel | 1     | Gillian Gilks |
| 1976      | Schweden: Internationale Meisterschaften    | Dameneinzel | 1     | Gillian Gilks |
| 1976      | England: Einzelmeisterschaften              | Mixed       | 1     | Derek Talbot / Gillian Gilks |
| 1976      | All England                                 | Mixed       | 1     | Derek Talbot / Gillian Gilks |
| 1976      | Scottish Open                               | Mixed       | 1     | Derek Talbot / Gillian Gilks |
| 1976      | Niederlande: Internationale Meisterschaften | Dameneinzel | 1     | Gillian Gilks |
| 1976      | All England                                 | Dameneinzel | 1     | Gillian Gilks |
| 1976      | Niederlande: Internationale Meisterschaften | Mixed       | 1     | Derek Talbot / Gillian Gilks |
| 1976      | Europameisterschaft                         | Mixed       | 1     | Derek Talbot / Gillian Gilks |
| 1976      | Europameisterschaft                         | Damendoppel | 1     | Gillian Gilks / Susan Whetnall |
| 1976      | All England                                 | Damendoppel | 1     | Gillian Gilks / Sue Pound Whetnall |
| 1976      | Niederlande: Internationale Meisterschaften | Damendoppel | 1     | Susan Whetnall / Gillian Gilks |
| 1976      | Europameisterschaft                         | Dameneinzel | 1     | Gillian Gilks |
| 1977      | England: Einzelmeisterschaften              | Damendoppel | 1     | Barbara Giles / Gillian Gilks |
| 1977      | Niederlande: Internationale Meisterschaften | Mixed       | 1     | Derek Talbot / Gillian Gilks |
| 1977      | All England                                 | Mixed       | 1     | Derek Talbot / Gillian Gilks |
| 1977      | Niederlande: Internationale Meisterschaften | Dameneinzel | 1     | Gillian Gilks |
| 1977      | Schweden: Internationale Meisterschaften    | Mixed       | 1     | Derek Talbot / Gillian Gilks |
| 1977      | Schweden: Internationale Meisterschaften    | Damendoppel | 1     | Barbara Giles / Gillian Gilks |
| 1977      | Weltmeisterschaft                           | Mixed       | 2     | Derek Talbot / Gillian Gilks |
| 1977      | Weltmeisterschaft                           | Dameneinzel | 2     | Gillian Gilks |
| 1978      | Europameisterschaft                         | Mannschaft  | 1     | England (Ray Stevens, Mike Tredgett, Derek Talboat, Karen Bridge, Jane Webster, Nora Perry, Barbara Sutton, Ann Statt, Gillian Gilks, Susan Whetnall) |
| 1978      | England: Einzelmeisterschaften              | Dameneinzel | 1     | Gillian Gilks |
| 1978      | Wales: Internationale Meisterschaften       | Dameneinzel | 1     | Gillian Gilks |
| 1978      | Niederlande: Internationale Meisterschaften | Dameneinzel | 1     | Gillian Gilks |
| 1978      | Wales: Internationale Meisterschaften       | Mixed       | 1     | Elliot Stuart / Gillian Gilks |
| 1978      | All England                                 | Dameneinzel | 1     | Gillian Gilks |
| 1979      | Niederlande: Internationale Meisterschaften | Damendoppel | 1     | Gillian Gilks / Marjan Ridder |
| 1979      | Niederlande: Internationale Meisterschaften | Dameneinzel | 1     | Gillian Gilks |
| 1979      | England: Einzelmeisterschaften              | Damendoppel | 1     | Gillian Gilks / Jane Webster |
| 1979      | Niederlande: Internationale Meisterschaften | Mixed       | 1     | Derek Talbot / Gillian Gilks |
| 1979      | England: Einzelmeisterschaften              | Dameneinzel | 1     | Gillian Gilks |
| 1979/1980 | Dänemark: Internationale Meisterschaften    | Damendoppel | 1     | Gillian Gilks / Nora Perry |
| 1980      | England: Einzelmeisterschaften              | Dameneinzel | 1     | Gillian Gilks |
| 1980      | Kanada: Internationale Meisterschaften      | Dameneinzel | 1     | Gillian Gilks |
| 1980      | Northumberland International                | Dameneinzel | 1     | Gillian Gilks |
| 1980      | Northumberland International                | Damendoppel | 1     | Gillian Gilks / Barbara Beckett |
| 1980      | All England                                 | Damendoppel | 1     | Gillian Gilks / Nora Gardner Perry |
| 1980/1981 | Deutschland: Internationale Meisterschaften | Damendoppel | 1     | Gillian Gilks / Paula Kilvington |
| 1981      | Schottland: Internationale Meisterschaften  | Mixed       | 1     | Billy Gilliland / Gillian Gilks |
| 1981      | Kanada: Internationale Meisterschaften      | Mixed       | 1     | Thomas Kihlström / Gillian Gilks |
| 1981      | Schottland: Internationale Meisterschaften  | Dameneinzel | 1     | Gillian Gilks |
| 1981      | Wales: Internationale Meisterschaften       | Dameneinzel | 1     | Gillian Gilks |
| 1981      | England: Einzelmeisterschaften              | Dameneinzel | 1     | Gillian Gilks |
| 1981      | Schottland: Internationale Meisterschaften  | Damendoppel | 1     | Gillian Gilks / Paula Kilvington |
| 1981      | Niederlande: Internationale Meisterschaften | Damendoppel | 1     | Gillian Gilks / Paula Kilvington |
| 1981      | Wales: Internationale Meisterschaften       | Damendoppel | 1     | Gillian Gilks / Paula Kilvington |
| 1981      | Niederlande: Internationale Meisterschaften | Mixed       | 1     | Thomas Kihlström / Gillian Gilks |
| 1981      | All England                                 | Damendoppel | 2     | Gillian Gilks / Paula Kilvington |
| 1981/1982 | Deutschland: Internationale Meisterschaften | Mixed       | 1     | Dipak Tailor / Gillian Gilks |
| 1982      | All England                                 | Mixed       | 1     | Martin Dew / Gillian Gilks |
| 1982      | Indonesian Open                             | Mixed       | 1     | Martin Dew / Gillian Gilks |
| 1982      | Schottland: Internationale Meisterschaften  | Damendoppel | 1     | Gillian Gilks / Gillian Clark |
| 1982      | Europameisterschaft                         | Mixed       | 1     | Martin Dew / Gillian Gilks |
| 1982      | Niederlande: Internationale Meisterschaften | Mixed       | 1     | Martin Dew / Gillian Gilks |
| 1982      | Schottland: Internationale Meisterschaften  | Mixed       | 1     | Billy Gilliland / Gillian Gilks |
| 1982      | England: Einzelmeisterschaften              | Mixed       | 1     | Martin Dew / Gillian Gilks |
| 1982      | Indonesian Open                             | Damendoppel | 1     | Gillian Gilks / Gillian Clark |
| 1982      | Niederlande: Internationale Meisterschaften | Damendoppel | 1     | Gillian Gilks / Gillian Clark |
| 1982      | Kanada: Internationale Meisterschaften      | Damendoppel | 1     | Gillian Gilks / Gillian Clark |
| 1982      | Europameisterschaft                         | Mannschaft  | 1     | England (Martin Dew, Gillian Gilks, Mike Tredgett, Nora Perry, Gillian Clark, Helen Troke, Karin Bridge, Nick Yates, Ray Stevens, Steve Baddeley)     |
| 1982      | Europameisterschaft                         | Damendoppel | 1     | Gillian Gilks / Gillian Clark |
| 1983      | Japan Open                                  | Damendoppel | 1     | Gillian Gilks / Gillian Clark |
| 1983      | Niederlande: Internationale Meisterschaften | Damendoppel | 1     | Gillian Gilks / Gillian Clark |
| 1983      | Niederlande: Internationale Meisterschaften | Mixed       | 1     | Martin Dew / Gillian Gilks |
| 1983      | Northumberland International                | Mixed       | 1     | Martin Dew / Gillian Gilks |
| 1983      | Weltmeisterschaft                           | Damendoppel | 3     | Gillian Gilks / Gillian Clark |
| 1983/1984 | Dänemark: Internationale Meisterschaften    | Mixed       | 1     | Martin Dew / Gillian Gilks |
| 1983/1984 | Deutschland: Internationale Meisterschaften | Mixed       | 1     | Martin Dew / Gillian Gilks |
| 1983/1984 | Deutschland: Internationale Meisterschaften | Damendoppel | 1     | Gillian Gilks / Karen Beckman |
| 1984      | Niederlande: Internationale Meisterschaften | Mixed       | 1     | Martin Dew / Gillian Gilks |
| 1984      | Thailand Open                               | Damendoppel | 1     | Gillian Gilks / Karen Beckman |
| 1984      | England: Einzelmeisterschaften              | Damendoppel | 1     | Gillian Gilks / Paula Kilvington |
| 1984      | Malaysian Open                              | Mixed       | 1     | Martin Dew / Gillian Gilks |
| 1984      | Niederlande: Internationale Meisterschaften | Damendoppel | 1     | Gillian Gilks / Karen Beckman |
| 1984      | Europameisterschaft                         | Mixed       | 1     | Martin Dew / Gillian Gilks |
| 1984      | Japan Open                                  | Damendoppel | 1     | Karen Beckman / Gillian Gilks |
| 1984      | All England                                 | Mixed       | 1     | Martin Dew / Gillian Gilks |
| 1984      | England: Einzelmeisterschaften              | Mixed       | 1     | Martin Dew / Gillian Gilks |
| 1984      | Japan Open                                  | Mixed       | 1     | Martin Dew / Gillian Gilks |
| 1984      | Europameisterschaft                         | Damendoppel | 2     | Karen Beckman / Gillian Gilks |
| 1984/1985 | Deutschland: Internationale Meisterschaften | Mixed       | 1     | Martin Dew / Gillian Gilks |
| 1985      | Wales: Internationale Meisterschaften       | Damendoppel | 1     | Gillian Gilks / Helen Troke |
| 1985      | Indonesian Open                             | Mixed       | 1     | Martin Dew / Gillian Gilks |
| 1985      | England: Einzelmeisterschaften              | Mixed       | 1     | Dipak Tailor / Gillian Gilks |
| 1985      | Wales: Internationale Meisterschaften       | Mixed       | 1     | Martin Dew / Gillian Gilks |
| 1986      | Europameisterschaft                         | Mixed       | 1     | Martin Dew / Gillian Gilks |
| 1986/1987 | Deutschland: Internationale Meisterschaften | Mixed       | 1     | Martin Dew / Gillian Gilks |
| 1986/1987 | Dänemark: Internationale Meisterschaften    | Mixed       | 1     | Martin Dew / Gillian Gilks |
| 1986/1987 | Belgien: Internationale Meisterschaften     | Damendoppel | 1     | Gillian Gowers / Gillian Gilks |
| 1986/1987 | Belgien: Internationale Meisterschaften     | Mixed       | 1     | Martin Dew / Gillian Gilks |
| 1987      | Wales: Internationale Meisterschaften       | Mixed       | 1     | Martin Dew / Gillian Gilks |
| 1987      | Weltmeisterschaft                           | Mixed       | 3     | Martin Dew / Gillian Gilks |
| 1988      | Wales: Internationale Meisterschaften       | Mixed       | 1     | Martin Dew / Gillian Gilks |